# Запалаю у вогні очищення
«Запалаю у вогні очищення» (азерб. «Müqəddəs oda yanaram») — радянський художній фільм-драма 1991 року, знятий на кіностудії «AMAfilm». Один з останніх радянських фільмів.

## Сюжет
Фільм про внутрішній світ людини, її духовне очищення від усіляких напастей, а також духовне очищення суспільства від цього ж. Герой, письменник, що хоче написати якийсь твір, але в нього на душі неспокійно, і тому він не в змозі далі працювати, але зустріч з красивою дівчиною Захрою привертає нові сили і він знову розпочинає активно творити.

## У ролях
- Амілет Гурбанов — дядько Садих
- Гаміда Омарова — Захра
- Фізулі Хусейнов — Заур
- Яшар Нурі — Октай
- Лейла Бадірбейлі — тітка Захри
- Аббас Гахраманов — Расім
- Аян Фатуллаєва — Джаміля
- Афаг Мовсункизи — наречена Одлара

## Знімальна група
- Автори сценарію: Хафіз Фатуллаєв
- Режисер-постановник: Гюльбеніз Азімзаде, Хафіз Фатуллаєв
- Оператор-постановник: Алекпер Мурадов
- Художник-постановник: Маїс Агабеков
- Композитор: Ельдар Мансуров
- Звукооператор: Тетяна Карімова
- Художник-гример: Мехрібан Ефендієва
- Автор тексту пісні: Ісмаїл Дадашов